# Mondsichelmadonna (Kettengasse 12, Sulzfeld am Main)

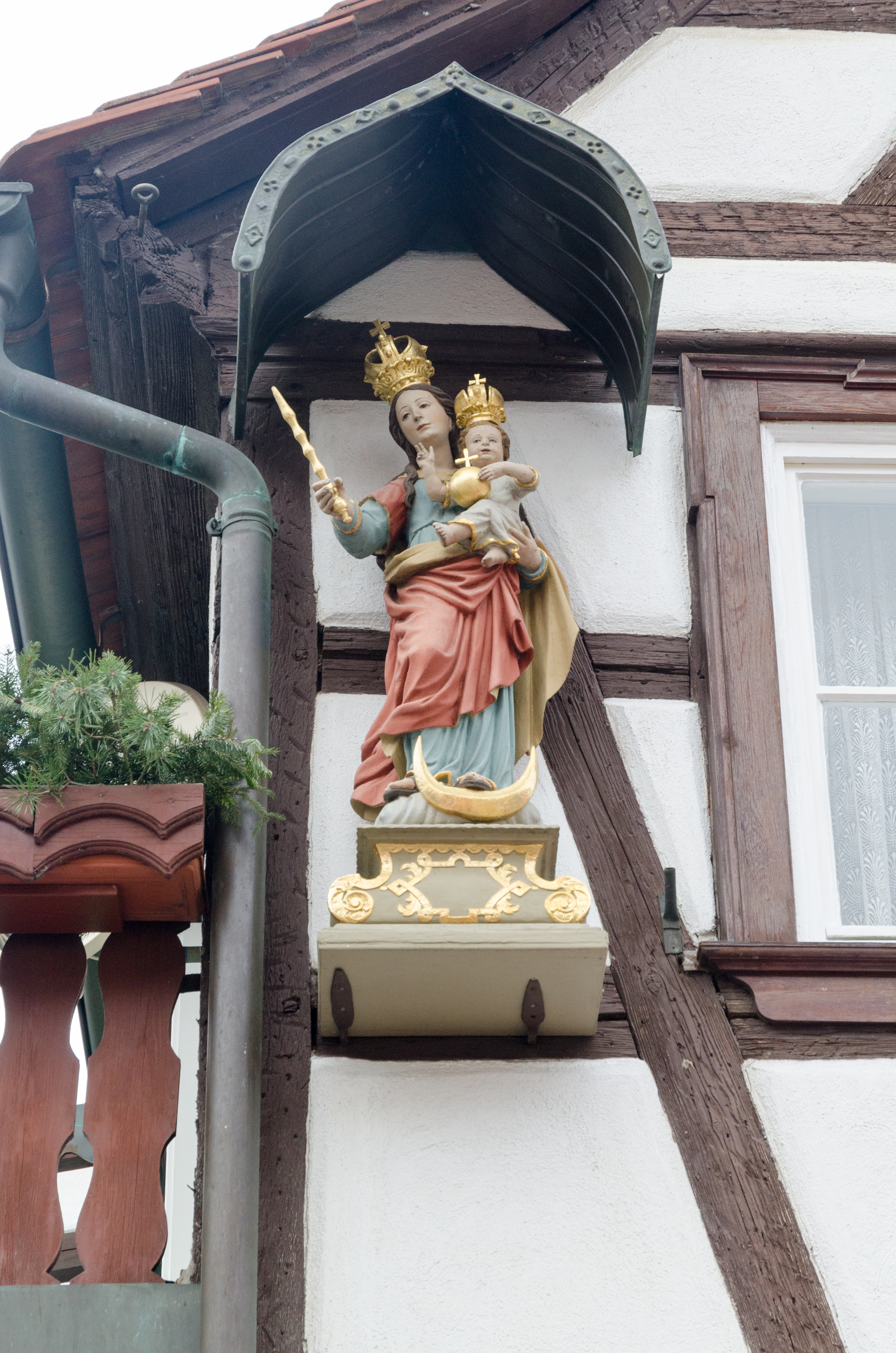
Mondsichelmadonna in der Kettengasse in Sulzfeld am Main

Die sogenannte Mondsichelmadonna am Haus Kettengasse 12 ist ein eingetragenes Baudenkmal im Altort der unterfränkischen Gemeinde Sulzfeld am Main. Sie steht in der Tradition der Hausfiguren, die als religiöse Kleindenkmäler an vielen Häusern Sulzfelds angebracht wurden.

## Geschichte
Die Maria auf der Mondsichel präsentiert sich im Gewand der Himmelskönigin. Diese besitzt nicht nur in Sulzfeld, sondern in ganz Franken eine besondere Verehrung. Die Figuren dienten zum einen der Darstellung der Muttergottes als Hauspatronin. Maria kann im Einflussbereich des Würzburger Fürstbischofs darüber hinaus häufig als „Patrona Franconiae“ identifiziert werden, also als Schutzherrin und Herzogin von Franken. Ähnliche Traditionen gab es auch im Herzogtum Bayern (hier als „Patrona Bavariae“).
So bildete das Vorbild für die Darstellung in Sulzfeld das von Hans Krumpper entworfene Madonnenbild, das an der Fassade der Münchner Residenz Aufstellung fand. Die Mondsichelmadonna wurde wohl in der ersten Hälfte des 18. Jahrhunderts geschaffen. Hierauf verweist das an der Figur angebrachte Ornament im Sockel. So tauchte das hier genutzte Bandelwerk auch in ländlichen Gebieten nach 1750 nicht mehr auf. Die Mondsichelmadonna von Sulzfeld wurde vom Bayerischen Landesamt für Denkmalpflege als Baudenkmal eingeordnet.

## Beschreibung
Die Sulzfelder Mondsichelmadonna ist halblebensgroß und wurde an der Fassade des Hauses Kettengasse 12 aufgehängt. Maria wurde mit einer geschlossenen Kaiserkrone im Stil der habsburgischen Herrscher dargestellt. In ihrer Rechten hält sie ein Szepter, das an der Seite an der Figur herausragt. In der Linken thront das Jesuskind, das dem Betrachter zugewandet ist und ebenfalls eine Krone trägt. Es hat die rechte Hand zur Segensgeste erhoben, die linke Hand hält einen Reichsapfel. Die Füße des Kindes sind überkreuzt. Maria ist in einen weiten roten Mantel gehüllt, dessen Innenseite in gelb erstrahlt. Sie steht auf einem goldenen Halbmond, der der Figur auch den Namen gab.